# 麥拉倫MCL36
麥拉倫MCL36是2022年一级方程式世界锦标赛麥拉倫车队的比賽用車。由麥拉倫车队在詹姆斯·凯伊指導下设计和制造的一级方程式赛车，由丹尼尔·里卡多和蘭多·諾里斯驾驶。MCL36是麥拉倫在2022年新技術規則下第一款的一級方程式賽車，並在2022年巴林大獎賽上首次參賽。

## 背景資料

### 賽車塗裝
MCL36的塗裝於2月11日發佈，與近年來的賽車不同：自MCL32就出現在底部的黑色元素沒有出現在本年的塗裝上，而歷史悠久的木瓜橙色仍然是主要色調。
以前的賽車使用的藍色現在變了淺藍色。在前翼的三個上部襟翼和端板上都塗上了橙色。在引擎蓋上和Halo末端以及每個側面也塗上了淺藍色，形成一條一條淺藍色細條紋，條紋向賽車後部延伸，一直延伸到車輪，並在那裡變寬並傾斜升高。另一方面，進氣口和駕駛艙的側面是黑色的。在引擎蓋上大約頭枕的高度，有一條黑色的水平帶將橙色的腹部和中央帶隔開，並印上贊助商的商標。淺藍色元素也出現在尾翼上，更準確地說是在DRS的側面區域和DRS翼上。從Halo的後方開始，一直到穿過黑色帶上的引擎蓋也塗上淺藍色。賽車的其餘部分，如側箱下部以及前後翼的底部都塗上黑色。MCL36具有更鮮豔的木瓜橙色和藍色熒光色調，這與MCL35M在2021年摩納哥大獎賽的一次性塗裝具有相似的色調。因為一次性塗裝獲得了車迷一致好評，所以促成了這一變化。
從在巴林舉行的2022年一級方程式季前測試第二回合開始，MCL36的塗裝有一些改動：除了 DRS 襟翼的上部區域外，引擎罩的大部分區域和尾翼都塗上了黑色。沿著後端延伸的淺藍色細條紋變成了橙色。最後後視鏡區域有類似於側箱的圖案作裝飾。在與谷歌達成協議後，安卓的標誌出現在引擎蓋上，而輪轂則採用谷歌的藍、紅、綠、黃四色。

### 研發歷史
麥拉倫在2021年轉用梅赛德斯引擎旨在與新的技術規則配合。在2019年初開始規劃新賽車的藍圖。賽車於2020年開始開發直至在2021年技術規則變更被推遲之前。此次延期旨在減輕由於2019冠狀病毒病疫情所給車隊帶來的財務壓力，而車隊在2020年的賽車將在2021年繼續使用。由於車隊轉用梅赛德斯引擎，因此車隊製造了升級版的賽車MCL35M。
所有2022年賽車的空氣動力學開發由於技術規則變更而延遲，在2020年3月28日至2020年12月31日期間暫停。麥拉倫於2021年1月上旬重新開始開發並通過空氣動力學測試。到2021年7月，車隊開始了一些部件（主要是底盤和變速箱部件）的製造工作。

### 賽車設計與更新
凱伊於2019年初從紅牛二隊轉至麥拉倫，當時MCL34已經完成設計和製造。雖然他設計了MCL35和升級版的MCL35M，但MCL36將是凱伊第一輛在車隊參與完整研發過程的賽車。凱伊稱2022年賽車更大、更簡單的表面讓開發與前幾年允許更具體和更詳細的開發有很大不同。
到2021年10月，該車已在模擬器上運行。諾里斯稱其駕駛體驗“不那麼好”，但鑑於2022年賽車研發快速進展，在實體車完成之前不願下結論。賽車於2021年12月上旬通過了國際汽車聯盟的碰撞測試。
凱伊表示，麥拉倫的主要目標是生產一款更平衡的賽車，與MCL35和MCL35M相比，在低速彎道中表現更好。儘管高速彎道良好，但MCL35和MCL35M都缺乏在低速彎道性能。
推出時，該車以其傳統的緊湊型發動機包裝和典型的懸架佈局反轉而備受關注。MCL36採用拉桿前懸架和推桿後懸架，這是自2013年在MP4-28使用后再次出現在賽車上。這種變化通過允許不受阻礙的氣流進出賽車的進氣口，從而增加了通過車輛進氣口的空氣量，這能最大限度地提高了文丘里效應和地面效應所產生的下壓力。

## 賽季記錄

### 季前
在巴塞隆納-加泰隆尼亞賽道進行的2022年一級方程式季前測試第一回合測試中，許多車隊在他們的賽車上出現了海豚跳效應（由於地面效應導致賽車產生共振，使汽車快速上下跳動），這構成了駕駛性能和可靠性問題。獨特的是，MCL36似乎沒有表現出任何海豚跳效應，儘管凱伊說“我們有點受苦，但這不是主要問題，也沒有特別干擾車手。”在三個測試日內，該車完成了367圈；總共1,716（1,066英里），相當於接近5.6個大獎賽比賽距離，是十支車隊中測試總距離的三多的車隊。
在第一回合測試之後，人們普遍認為該車具有競爭力，並允許麥拉倫與一衆領先的車隊競爭。然而，在巴林國際賽道進行的第二回合測試暴露了MCL36剎車系統的問題，這導致車隊無法完成任何長距離測試。此外，里卡多對2019冠状病毒病疫情檢測呈陽性並被要求隔離，這使他無法參與第二回合的測試，諾里斯需要獨自完成測試。車隊表示，他們無法在巴林測試中對賽車進行“任何優化”。在三個測試日內，該車完成了200圈；總共1,082（672英里），相當於3.6個大獎賽比賽距離，是十支車隊中測試總距離的最短的車隊。

### 賽季首五站
麥拉倫在巴林大獎賽為MCL36的剎車問題設計了一個“臨時解決方案”。兩輛車都沒有進入排位賽的最後階段：諾里斯排位賽第13位，里卡多排位賽第18位，因此車隊對其表現感到失望。凱伊說這輛車的表現符合車隊的預期，車手們發現它是一輛更穩定、更可操控的賽車，但MCL36缺乏空氣動力和機械抓地力。最後里卡多以第十四位完賽，諾里斯則以第十五位完賽。結果使麥拉倫在車隊排行榜中排名第九，暫時一分未得。里卡多排名第十四，諾里斯在車手排行榜排名第十五。
在沙特阿拉伯大獎賽上，賽車沒有進行任何升級，因為升級計劃被推遲以優先解決刹車冷卻系統的問題。諾里斯排位賽第11位，里卡多排在第12位，但里卡多因在Q2時阻礙埃斯特班·奧康而被罰退後三格在第14位起步，另外列卡度的超級駕駛執照被扣一分，車隊因沒有提醒列卡度需要讓路而被判罰款一萬歐羅。在第14位起步。
諾里斯以第七名完賽，在最後一圈與奧康爭奪第六名但失敗。里卡多沒有完成比賽，他因離合器故障而退賽。
車隊為澳大利亞大獎賽對後剎車區域進行了空氣動力學升級，以改善輪胎和擴散器產生的亂流。諾里斯排位賽獲得第四名，里卡多獲得第七名，並分別以第五和第六名完賽。車隊在車隊排行榜中升至第四位，諾里斯在車手排行榜中升至第八位，里卡多升至第十一位。
MCL36在艾米利亞-羅馬涅大獎賽裝上了新的擋泥板（beam wing）。在下雨的排位賽上，諾里斯獲得第三名，里卡多第六名。車手們分別以第五和第六名完成了衝刺賽。比賽開始時賽道正在下雨。里卡多在進入2號彎時轉向不足，撞上塞恩斯，塞恩斯就此退賽。里卡多以第十八名完賽。諾里斯在第一圈結束時升上第三位，但其後被勒克萊爾超越。諾里斯在比賽的大部分時間都維持在第四名，並與第五位的羅素保持一段距離。在最後幾圈，勒克萊爾失去控制並與護欄發生輕微碰撞，諾里斯藉此升上第三名。諾里斯在車手積分榜中升上第六名。
車隊在邁阿密大獎賽加強了賽車的前懸架以提高可靠性，同時增加了額外的底板支撐，以最大程度地減少在海豚跳效應。諾里斯在排位賽中獲得第八名，里卡多獲得第十四名。比賽期間，諾里斯與皮埃爾·蓋斯利發生碰撞，導致兩人都退出了比賽。里卡多以第11名完賽，但因在賽道外超車而被罰時並降到第13名。

### 西班牙、摩納哥、阿塞拜疆和加拿大站
車隊為西班牙大獎賽帶來了總共十項更新，其中包括對各種空氣動力學部件、剎車和懸架的改動。里卡多在排位賽獲得第九名，諾里斯因超出賽道邊界而被取消了最後一個飛馳圈的時間，獲得第十一名。諾里斯儘管患有扁桃體炎，但仍以第八名完賽。里卡多以第十二名完賽。
在摩納哥大獎賽上，車隊在前剎車上使用了額外的冷卻裝置和轉用不同幾何形狀的後視鏡，以適應摩纳哥赛道的特性。諾里斯和里卡多在排位賽分別獲得第五名和第十四名。比賽原定於5月29日當地時間15:00開始，但由於天氣問題而推遲至15:09首次嘗試開始，不過在安全車帶領下的2個熱身圈後便因為天氣狀況惡劣而首次發出紅旗。比賽於當地時間16:05在安全車帶領下再次開始餘下77圈的賽事。最終諾里斯獲得第六名並拿到最快圈速，里卡多獲得第十二名。
MCL36在阿塞拜疆大獎賽配備了賽道專用的空氣動力學部件，以減少賽車的負載和加強冷卻效能。諾里斯和里卡多分別在排位賽中獲得第十一和第十二名，並分別以第九和第八名完賽。在比賽中，車隊使用了兩次车队指令。第一次是在比賽早段讓諾里斯超越里卡多，第二次是在最後幾圈讓諾里斯不要超越里卡多。車隊的策略因效率低下並減慢了兩位車手的速度而被批評。里卡多在車手積分榜中跌至第十三名。

## 完整一級方程式參賽成績
(賽果底色示意列表)

粗體－桿位 斜體－最快圈速 * – 賽季進行中 1 2 3 4 5 6 7 8 – 衝刺賽積分名次

† –  車手未完成賽事，但已完成90%的原定賽程，因而有排名 

‡ –  由於未完成預定距離的75％，因此該場比賽只能獲得一半積分 

| 年份   | 底盤        | 動力單元（Power unit）              | 輪胎 | 車號 | 車手          | 大獎賽 | 大獎賽 | 大獎賽 | 大獎賽              | 大獎賽 | 大獎賽 | 大獎賽 | 大獎賽   | 大獎賽 | 大獎賽 | 大獎賽 | 大獎賽 | 大獎賽 | 大獎賽 | 大獎賽 | 大獎賽 | 大獎賽 | 大獎賽 | 大獎賽 | 大獎賽 | 大獎賽 | 大獎賽 | 積分 | 名次 |
| 年份   | 底盤        | 動力單元（Power unit）              | 輪胎 | 車號 | 車手          | 巴     | 沙     | 澳     | 艾米利亚-罗马涅大区 | 邁     | 西     | 摩     | 阿塞拜疆 | 加     | 英     | 奧     | 法     | 匈     | 比     | 荷     | 義大利 | 新     | 日     | 美     | 墨     | 聖     | 阿布   | 積分 | 名次 |
| ------ | ----------- | ----------------------------------- | ---- | ---- | ------------- | ------ | ------ | ------ | ------------------- | ------ | ------ | ------ | -------- | ------ | ------ | ------ | ------ | ------ | ------ | ------ | ------ | ------ | ------ | ------ | ------ | ------ | ------ | ---- | ---- |
| 2022年 | 麥拉倫MCL36 | 梅賽德斯F1 M13 EQ Power+ 1.6公升V6t | P    |      |               |        |        |        |                     |        |        |        |          |        |        |        |        |        |        |        |        |        |        |        |        |        |        |      |      |
| 2022年 | 麥拉倫MCL36 | 梅賽德斯F1 M13 EQ Power+ 1.6公升V6t | P    | 3    | 丹尼尔·里卡多 | 14     | Ret    | 6      | 18 6                | 13     | 12     | 13     | 8        | 11     | 13     | 9      | 9      | 15     | 15     | 17     | Ret    | 5      | 11     | 16     | 7      | Ret    | 9      | 159  | 第5  |
| 2022年 | 麥拉倫MCL36 | 梅賽德斯F1 M13 EQ Power+ 1.6公升V6t | P    | 4    | 蘭多·諾里斯   | 15     | 7      | 5      | 3 5                 | Ret    | 8      | 6      | 9        | 15     | 6      | 7      | 7      | 7      | 12     | 7      | 7      | 4      | 10     | 6      | 9      | Ret 7  | 6      | 159  | 第5  |
| 來源:  |             |                                     |      |      |               |        |        |        |                     |        |        |        |          |        |        |        |        |        |        |        |        |        |        |        |        |        |        |      |      |

## 備註
1. ↑  擋泥板是位於擴散器上方但在尾翼下方的翼，它引導湍流向上。它會影響擴散器和尾翼的性能。[38]

## 外部鏈接
- McLaren Racing 官方網站 （页面存档备份，存于）